# 기둥 집합
함수해석학과 측도론에서, 기둥 집합은 유한 개의 연속 범함수만으로 정의될 수 있는, 위상 벡터 공간의 부분 집합이다.

## 정의
위상 벡터 공간 {\displaystyle V}의 기둥 집합 {\displaystyle C\subseteq V}은 다음과 같은 꼴로 표현되는 부분 집합 {\displaystyle C\subseteq V}이다.
{\displaystyle C=\phi ^{-1}(S)}
여기서
- {\displaystyle \phi \colon V\to \mathbb {R} ^{n}}은 어떤 전사 연속 선형 변환이다.
- {\displaystyle S\subseteq \mathbb {R} ^{n}}는 보렐 집합이다.

즉, 어떤 {\displaystyle \phi _{1},\dotsc ,\phi _{n}\in V^{*}}에 대하여
{\displaystyle C=\{x\in V\colon (\phi _{1}(x),\dotsc ,\phi _{n}(x))\in S\}}
가 된다. (여기서 {\displaystyle (-)^{*}}는 연속 쌍대 공간을 뜻한다.)
{\displaystyle V}의 기둥 집합들의 족을 {\displaystyle \operatorname {Cyl} (V)}라고 표기하자.

## 성질
기둥 집합은 이는 유한 합집합 · 유한 교집합 · 여집합에 대하여 닫혀 있다. 특히, 공집합(0개의 집합들의 합집합)과 {\displaystyle V} 전체(0개의 집합들의 교집합)는 {\displaystyle V}의 기둥 집합이다.
정의에 따라, 모든 기둥 집합은 보렐 집합이다.
기둥 집합은 일반적으로 가산 무한 합집합 또는 교집합에 대하여 닫혀 있지 않으며, 따라서 시그마 대수를 이루지 못한다. 그러나 {\displaystyle \operatorname {Cyl} (V)}로 생성되는 시그마 대수 {\displaystyle \sigma (\operatorname {Cyl} (V))}를 생각할 수 있다. 만약 {\displaystyle V}가 분해 가능 바나흐 공간이라면, 기둥 집합의 족으로 생성되는 시그마 대수는 {\displaystyle V}의 보렐 시그마 대수와 일치한다.:Lemma 4.4 그러나 이는 분해 불가능 바나흐 공간에 대하여 성립하지 않는다.:Exercise 4.5

## 예
임의의 집합 {\displaystyle S}에 대하여, 이를 정규 직교 기저로 갖는 힐베르트 공간
{\displaystyle H=\ell ^{2}(S)}
을 생각하자. 이 공간이 분해 가능 공간일 필요 충분 조건은 {\displaystyle S}가 가산 집합인 것이다.
이제, 어떤 기수 {\displaystyle \kappa }에 대하여, 다음과 같은 집합족을 생각하자.
{\displaystyle {\mathcal {S}}(\kappa )\subseteq \operatorname {Pow} (H)}
{\displaystyle {\mathcal {S}}(\kappa )=\{\pi _{A}^{-1}(T)\colon A\subseteq S,\;|A|<\kappa ,\;T\in \operatorname {Borel} (\ell ^{2}(A))\}}
여기서
- {\displaystyle \pi _{A}\colon \ell ^{2}(S)\to \ell ^{2}(A)}는 자연스러운 사영 사상이다.
- {\displaystyle \operatorname {Borel} (-)}은 보렐 시그마 대수이다.

그렇다면,
- 정의에 따라 {\displaystyle {\mathcal {S}}(\aleph _{0})=\operatorname {Cyl} (H)}이다.
- {\displaystyle {\mathcal {S}}(\aleph _{1})=\sigma (\operatorname {Cyl} (H))}이다.[1]:Exercise 4.5
- 자명하게 {\displaystyle {\mathcal {S}}(|S|^{+})=\operatorname {Borel} (H)}이다. 여기서 {\displaystyle |S|^{+}}는 {\displaystyle S} 바로 다음의 기수이다.

특히, 유한 차원 힐베르트 공간(=유클리드 공간, {\displaystyle |S|<\aleph _{0}})의 경우
{\displaystyle \operatorname {Cyl} (\mathbb {R} ^{n})=\sigma (\operatorname {Cyl} (\mathbb {R} ^{n}))=\operatorname {Borel} (\mathbb {R} ^{n})}
이며, 분해 가능 무한 차원 힐베르트 공간({\displaystyle |S|=\aleph _{0}})의 경우
{\displaystyle \operatorname {Cyl} (H)\subsetneq \sigma (\operatorname {Cyl} (H))=\operatorname {Borel} (H)}
이지만, 분해 불가능 힐베르트 공간의 경우
{\displaystyle \operatorname {Cyl} (H)\subsetneq \sigma (\operatorname {Cyl} (H))\subsetneq \operatorname {Borel} (H)}
이다.

## 참고 문헌
1. 1 2 3  Eldredge, Nathan (2016). “Analysis and probability on infinite-dimensional spaces”. arXiv:1607.03591.